# Миличевич, Предраг
Предраг Чедомирович Миличевич (сербохорв. Предраг Милићевић / Predrag Milićević; 22 марта 1926, Белград — 16 марта 2007, Москва) — коммунист, партизан, академик, писатель и публицист, член Союза журналистов России, генеральный секретарь по международным связям Международного Союза славянских журналистов (МССЖ). Племянник Жарко Зренянина.

## Молодость
Родился в Белграде в семье учителей. Затем семья переезжает в Воеводину. Школу окончил в г. Вршац. 15 сентября 1939 г. принят в подпольный Союз коммунистической молодежи Югославии. В 1940 г. становится секретарем комсомольской ячейки. Участвует в работе подпольной партийной типографии, находящейся в доме родителей-коммунистов, печатает листовки ЦК КПЮ, участвует в издании Истории ВКП(б). Летом 1940 года проходит обучение в партийно-комсомольском лагере в Фрушка-Гора.

## Война
Участвует в подготовке и в самом восстании 1941 г. Во время народно-освободительной войны 1941—1945 гг.: с июня 1941 г. — связной подпольных комсомольских и коммунистических ячеек и руководства партизанской борьбой в области. Затем — боец городской партизанской тройки, участвует в диверсиях, распространении листовок, член специальной разведгруппы подпольного райкома. Дважды арестован гестапо (июнь 1941 г. и май 1942 г.), но из-за отсутствия прямых улик и свидетельств, после пыток отпущен.
В конце сентября 1944 г. — в подразделениях 3-го Украинского Фронта Красной Армии. 30 сентября — 2 октября 1944 г. участвует в их составе в боях за освобождение г. Вршац. 3 октября 1944 г. — член вновь образованного горкома комсомола. В ноябре 1944 г. — принят в члены КПЮ.
До осени 1945 г. — секретарь горкома комсомола, член бюро горкома КПЮ. С осени 1945 по 1946 гг. — заместитель секретаря комитета комсомола по идеологии в г. Панчево. Одновременно проходит учёбу в 3-й партизанской гимназии в Белграде, которую заканчивает с отличием летом 1946 г.

## После войны
Осенью 1946 г. по договоренности Югославского и Советского правительства Миличевич направлен в СССР на продолжение учёбы. В ноябре того же года поступает в Московский авиационный институт им. С. Орджоникидзе на факультет авиационных двигателей и до лета 1948 г. заканчивает 2 курса этого факультета. Одновременно, в 1947—1948 гг., — секретарь парторганизации югославских студентов в Москве. Летом 1948 г., после сдачи экзаменов, Предраг Миличевич возвращается в Югославию на каникулы. Осенью 1948 г. — кооптирован в партийный комитет КПЮ Белградского университета.
После массовых репрессий против студентов-членов КПЮ, выступивших против разрыва отношений с СССР и разгрома политических противников Тито в КПЮ — вынужден эмигрировать в Чехословакию, где с конца 1948 г. до 1949 г. — работает членом редколлегии «Новая борьба» в г. Прага.
В январе 1950 г. по ложному доносу и обвинениям со стороны генерального секретаря ЦК КПЧ Сланского и секретаря ЦК КПЧ Геминдера был арестован и обвинен в шпионаже в пользу Тито, в подготовке диверсий и убийств руководителей коммунистического движения.
После продолжительного заключения и следствия был вызван осенью 1953 г. в ЦК КПСС в Москву, где все обвинения были сняты. Там же был направлен на продолжение учёбы в неоконченный МАИ. В 1957 г., защитив с отличием диплом, направлен на одно из предприятий оборонной промышленности, где и работает сорок два года вплоть до лета 1998 г. С 1962 г. — член КПСС.
Наряду с Йоле Станишичем, участвовал в общественной жизни современной России.

## Карьера
За эти годы Предраг Миличевич дослужился до ведущего конструктора сложных систем управления. Участвовал в создании ряда систем управления реактивных и ракетных двигателей для самолетов МиГ, СУ, ТУ и космической системы «Буран». Автор 40 изобретения и один из соавторов сербско-русского политехнического словаря (1967 г.).

## Писатель и публицист
Автор нескольких книг и многочисленных статей в газетах и журналах России и СНГ, в которых анализируются причины распада Югославии, истоки и цели национализма. В своей книге «Осторожно — ревизионизм» Предраг Миличевич впервые в России опубликовал письма 1948 года Сталина и Молотова Тито и Карделю. Защищая интернационализм, права и свободы народов, Предраг Миличевич проводил параллели между сотрудничавшими с нацистами православными националистами под руководством Дражи Михайловича и Степана Бандеры, между президентами Ельциным и Туджманом, Изетбеговичем и другими политическими фигурами, ознаменовавшими своими именами распад СФРЮ и СССР.

## Книги
- «Товарищи мои» 1983 г.
- «Гитлер, Черчилль, Клинтон, Коль и Югославия» 1996 г.
- «Шесть агрессий Запада против Южных славян в XX веке» 1999 г.
- «Осторожно — ревизионизм» 2001 г.
- «От сохи до сверхзвуковых и космических полетов» 2006 г.